# Joseph de Saintignon
Joseph de Saintignon (Jean Antoine Joseph, conde de Saintignon) (1720-1779) fue un noble lorenés.

## Biografía
Pertenece a la familia de Saintignon, una familia importante en Lorena desde la Edad Media hasta la década de 1920.
En 1737, siguió al último duque hereditario de Lorena, François III, cuando se fue a Viena para casarse con María Teresa I de Austria.
El 19 de marzo de 1749, por su matrimonio con su prima lejana Marie Appoline de Saintignon; se convierte en señor de Puxe (ciudad ubicada en la corriente de Meurthe-et-Moselle).
Tomó las armas en las tropas imperiales durante las guerras que María Teresa debe emprender para salvaguardar su Imperio contra los apetitos por la conquista de Federico II de Prusia. Se cubrió de gloria en la batalla de Kolín en Bohemia en 1757 al liderar una carga victoriosa contra el ejército prusiano donde fue condecorado primer caballero de la Orden Militar de María Teresa . Este acto de valentía le valió tener su nombre grabado en la glorieta del palacio de Schönbrunn.
El 14 de octubre de 1758, fue distinguido por el Conde Mariscal de Dun durante la Batalla de Hochkirch (Sajonia).
En 1759, se convirtió en el dueño de un regimiento de dragones en su nombre: los dragones de Saintignon.
El 23 de junio de 1760, participó en la Batalla de Landshut (Silesia), donde las tropas austriacas derrotaron a las tropas prusianas.
El 15 de agosto de 1760, fue capturado por los prusianos durante la Batalla de Legnica (actualmente Polonia).
El 9 de mayo de 1779, murió en su castillo de Puxe.

## Matrimonio y descendencia
El 19 de marzo de 1749, se casó con su prima cercana Marie Appoline de Saintignon. Este está decorado el año de su matrimonio de la orden de Starry Cross.
Vivían entre su castillo de Puxe y Schönbrunn, al servicio de la corte imperial de Austria.
En 1793, después de la Revolución, la Condesa de Saintignon se convirtió en un simple ciudadano Saintignon.
Tendrán tres hijos, todos nacidos en el Château de Puxe.
La más joven, Marie Thérèse Joséphine, entonces de 15 años, se casó en Puxe el 9 de mayo de 1776 con Jacques de Venoix, marqués de Milliaubourg (1733-?), Luego de 43 años y retirado de su servicio al rey. La fiesta fue suntuosa y el novio donó 20,000 francos en joyas y un carruaje de seis caballos. Sin embargo, en 1779, por razones desconocidas, el marqués regresó a Guadalupe, donde había servido al rey Luis XV como capitán.
Marie Thérèse Joséphine, sin noticias, sin saber si es viuda o no, finalmente se volvió a casar con Jean Olivier Gaudin (1746-1830) en 1794. Esta última se convierte en dueña del castillo de Puxe después de la Revolución. Fue nombrado caballero de Saint Louis el 19 de junio de 1791, hizo la campaña de 1793 al ejército del Mosela, fue nombrado general de brigada en 1794 y pasó al ejército de Sambre-et-Meuse. Fue alcalde de Puxe desde 1800 hasta el 27 de diciembre de 1830, cuando murió a los 84 años.
- Datos: Q3185878
- Multimedia: Joseph de Saintignon / Q3185878